# Euchaetes griseopunctata
Euchaetes griseopunctata là một loài bướm đêm thuộc phân họ Arctiinae, họ Erebidae.